# Litochila nohirai
Litochila nohirai là một loài tò vò trong họ Ichneumonidae.